# Міжнародний день безневинних дітей — жертв агресії
Міжнародний день безневинних дітей-жертв агресії (на інших офіційних мовах ООН: англ. International Day of Innocent Children Victims of Aggression, араб. اليوم الدولي لضحايا العدوان من الأطفال الأبرياء, ‎Ісп. Día internacional de los Niños Víctimas Inocentes de Agresión, Кит. 受侵略戕害的无辜儿童国际日, фр. Journée internationale des enfants victimes innocentes de l'agression) — відзначається щороку 4 червня починаючи з 1983 року.
19 серпня 1982 року на 31-му пленарному засіданні своєї відновленої 7-ї надзвичайної сесії, Генеральна Асамблея ООН з питання щодо Палестини, «будучи вражена величезною кількістю безневинних палестинських і ліванських дітей — жертв актів агресії Ізраїлю», постановила відзначати 4 червня кожного року як Міжнародний день безневинних дітей — жертв агресії.
День відзначається у річницю першого нальоту ізраїльської авіації на Бейрут та низку інших населених пунктів Лівану, проведеного 4 червня 1982 року, під час якого загинула велика кількість мирних жителів, серед яких були й діти.
Причиною нальоту став замах на життя Шломо Аргова, посла Ізраїлю у Великій Британії, терористичною організацією Абу Нідаля в ніч з 3 на 4 червня 1982, що призвело до початку Ліванської війни 1982 року.